# Grand Prix automobile d'Espagne 1996
GP précédent GP suivant
Le Grand Prix automobile d'Espagne 1996 (Gran Premio Marlboro de España), disputé sur le circuit de Catalogne à Barcelone en Espagne le 2 juin 1996, est la 588e épreuve de l'histoire du championnat du monde de Formule 1 courue depuis 1950 et la septième manche du championnat 1996.

## Classement
| Pos. | No | Pilote                | Écurie             | Tours | Temps/Abandon                      | Grille | Points |
| ---- | -- | --------------------- | ------------------ | ----- | ---------------------------------- | ------ | ------ |
| 1    | 1  | Michael Schumacher    | Ferrari            | 65    | 1 h 59 min 49 s 307 (153,856 km/h) | 3      | 10     |
| 2    | 3  | Jean Alesi            | Benetton-Renault   | 65    | + 45 s 302                         | 4      | 6      |
| 3    | 6  | Jacques Villeneuve    | Williams-Renault   | 65    | + 48 s 388                         | 2      | 4      |
| 4    | 15 | Heinz-Harald Frentzen | Sauber-Ford        | 64    | + 1 tour                           | 11     | 3      |
| 5    | 7  | Mika Häkkinen         | McLaren-Mercedes   | 64    | + 1 tour                           | 10     | 2      |
| 6    | 10 | Pedro Diniz           | Ligier-Mugen-Honda | 63    | + 2 tours                          | 17     | 1      |
| Abd. | 17 | Jos Verstappen        | Arrows-Hart        | 47    | Sortie de piste                    | 13     |        |
| Abd. | 11 | Rubens Barrichello    | Jordan-Peugeot     | 45    | Différentiel                       | 7      |        |
| Abd. | 4  | Gerhard Berger        | Benetton-Renault   | 44    | Sortie de piste                    | 5      |        |
| Abd. | 14 | Johnny Herbert        | Sauber-Ford        | 20    | Sortie de piste                    | 9      |        |
| Abd. | 12 | Martin Brundle        | Jordan-Peugeot     | 17    | Différentiel                       | 15     |        |
| Dsq. | 19 | Mika Salo             | Tyrrell-Yamaha     | 16    | Disqualifié                        | 12     |        |
| Abd. | 5  | Damon Hill            | Williams-Renault   | 10    | Sortie de piste                    | 1      |        |
| Abd. | 18 | Ukyo Katayama         | Tyrrell-Yamaha     | 8     | Panne électrique                   | 16     |        |
| Abd. | 2  | Eddie Irvine          | Ferrari            | 1     | Panne électrique                   | 6      |        |
| Abd. | 9  | Olivier Panis         | Ligier-Mugen-Honda | 1     | Accident                           | 8      |        |
| Abd. | 21 | Giancarlo Fisichella  | Minardi-Ford       | 1     | Accident                           | 19     |        |
| Abd. | 8  | David Coulthard       | McLaren-Mercedes   | 0     | Collision                          | 14     |        |
| Abd. | 16 | Ricardo Rosset        | Arrows-Hart        | 0     | Collision                          | 20     |        |
| Abd. | 20 | Pedro Lamy            | Minardi-Ford       | 0     | Accident                           | 18     |        |
| Nq.  | 22 | Luca Badoer           | Forti-Ford         |       | Non qualifié                       |        |        |
| Nq.  | 23 | Andrea Montermini     | Forti-Ford         |       | Non qualifié                       |        |        |

## Pole position et record du tour
- Pole position : Damon Hill en 1 min 20 s 650 (vitesse moyenne : 211,001 km/h).
- Meilleur tour en course : Michael Schumacher en 1 min 45 s 517 au 14e tour (vitesse moyenne : 161,274 km/h).

## Tours en tête
- Jacques Villeneuve : 11 (1-11)
- Michael Schumacher : 54 (12-65)

## Statistiques
- 20e victoire pour Michael Schumacher, sa première chez Ferrari.
- 106e victoire pour Ferrari en tant que constructeur.
- 106e victoire pour Ferrari en tant que motoriste.
- 1er point pour Pedro Diniz.
- Cette course a été courue sous une pluie torrentielle.
- Mika Salo a été disqualifié pour avoir changé de voiture alors que la grille était sous les ordres du starter.